# Nanzheng
Nanzheng (en chino, 南郑; pinyin, Nánzhèng) es desde 2017 un distrito urbano bajo la administración directa de la Prefectura Hanzhong  en la Provincia de Shaanxi, República Popular China.  Su área es de 2809 km² y su población total para 2010 superó los 470 mil habitantes. 

## Administración
Desde julio de 2023, el  Distrito Nanzheng   se divide en 22 pueblos que se administran en 2 subdistritos y 20 poblados.